# Kreozot

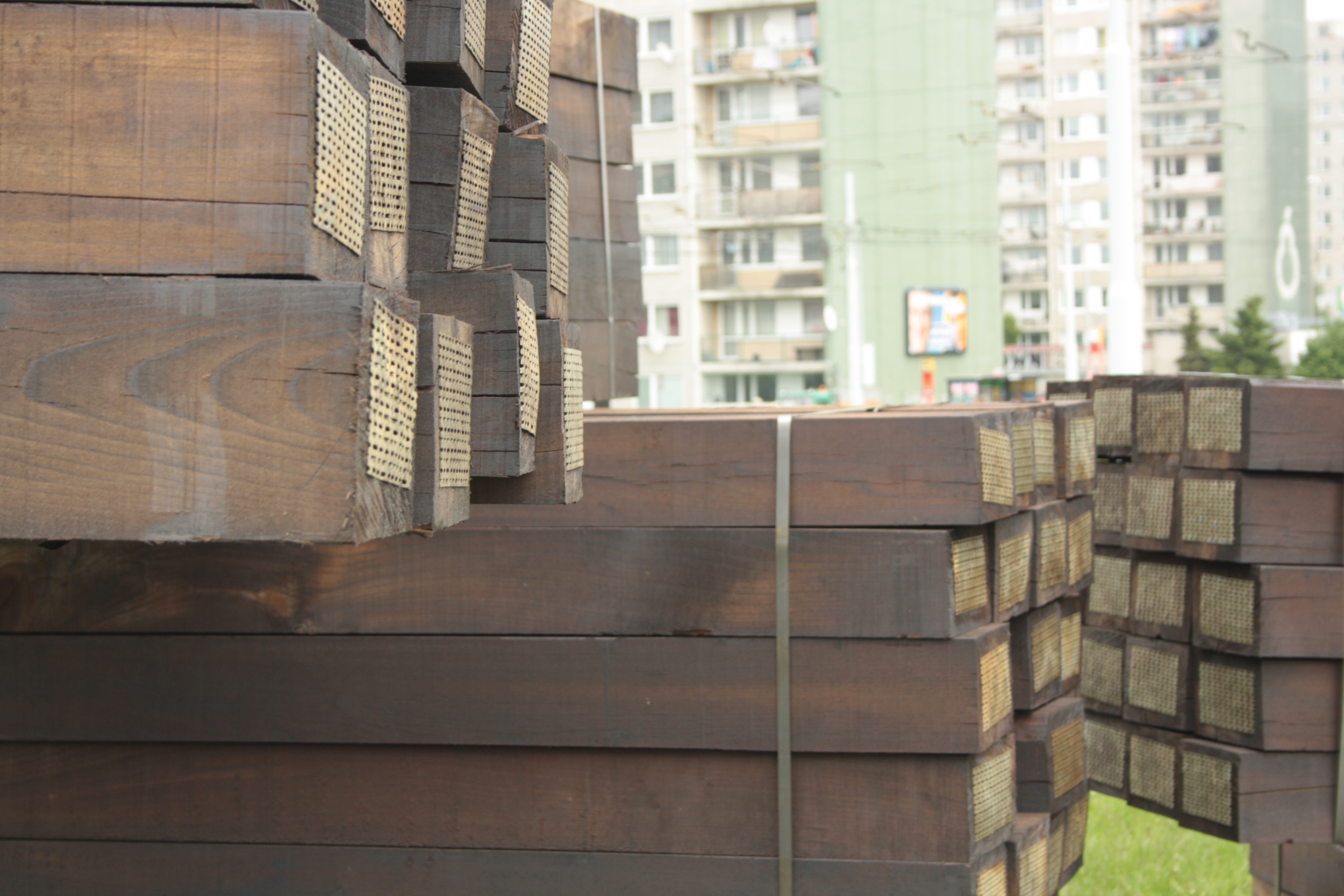
Podkłady kolejowe nasycone olejem kreozotowym

Kreozot, kreozot drzewny – składnik smoły drzewnej o temp. wrzenia ok. 200–215 °C; produkt suchej destylacji drewna. Wydziela się również ze spalin na ściankach czopuchów i kominów przy spalaniu niedostatecznie wysuszonego drewna (np. w kominkach). Jest palny, ma postać żółtej, rzadziej bezbarwnej oleistej cieczy o piekącym smaku i charakterystycznym zapachu. Stanowi mieszaninę dwuwodorotlenowych fenoli i metylofenoli oraz ich eterów metylowych, w tym gwajakolu i kreozolu (metylogwajakolu).
Postaci użytkowe kreozotu (drzewnego):
- kreozot techniczny, wyodrębniany ze smoły drzew liściastych i iglastych, stosowany m.in. do impregnacji drewna i jako olej flotacyjny do wzbogacania rud;
- kreozot farmaceutyczny (łac. creosotum fagi), bezbarwny lub żółty, produkowany wyłącznie ze smoły drewna bukowego dla otrzymania wysokiej zawartości składnika czynnego – gwajakolu, a niskiej składników niepożądanych; w niektórych krajach bywa jeszcze stosowany zarówno zewnętrznie jako środek dezynfekcyjny, jak i wewnętrznie (rzadziej) jako środek wykrztuśny i przeciwbiegunkowy (np. w znanym japońskim środku Seirogan).

Istnieje również kreozot węglowy – tak nazywa się jedną z surowych frakcji smoły węglowej, a czasem i wytwarzany z tej frakcji olej kreozotowy. Kreozot węglowy, barwy żółtej do prawie czarnej, dawniej był stosowany głównie do impregnacji drewnianych podkładów kolejowych oraz słupów telefonicznych i słupów energetycznych, do dzisiaj zaś, w mniejszej skali, do nasycania innych elementów drewnianych (konstrukcji nośnych, słupów, palisad).
Aleksandr Sołżenicyn w książce Archipelag Gułag wspomina, iż praca w zakładach nasycających podkłady kolejowe kreozotem należała do jednej z najbardziej wyniszczających więźniów sowieckich obozów.
Mimo jego właściwości rakotwórczych, gdzieniegdzie kreozotem węglowym do tej pory usiłuje się leczyć zewnętrznie łuszczycę.